# Enzgraben (Erlenbach)
Der Enzgraben ist ein 1,7 km langer, orografisch rechter Nebenfluss des Erlenbachs in der baden-württembergischen Gemeinde Ölbronn-Dürrn, Enzkreis.

## Geographie
Der Bach entsteht an der östlichen Seite der B 294 am südlichen Rand des Golfclubs Pforzheim Karlshäuser Hof auf einer Höhe von 317 m ü. NHN. Von hierab fließt der Bach zunächst in überwiegend östliche Richtungen. Am Ortsrand von Dürrn wendet sich der Enzgraben nordnordwestlichen Richtungen zu. Zwischen den Karlshäuser Hof im Westen und Dürrn im Osten mündet der Enzgraben auf 291 m ü. NHN rechtsseitig in den Erlenbach. Der Höhenunterschied zwischen Quelle und Mündung beträgt etwa 26 m, was einem mittleren Sohlgefälle von 15,3 ‰ entspricht.